# Europees kampioenschap voetbal mannen onder 19 - 2012
Het Europees kampioenschap voetbal mannen onder 19 van 2012 (kortweg: EK voetbal -19) was de 28ste editie van het Europees kampioenschap voetbal mannen onder 19 en was bedoeld voor spelers die op of na 1 januari 1993 geboren waren. Het toernooi werd gespeeld in Estland. De top 6 van dit EK plaatste zich voor het Wereldkampioenschap voetbal onder 20 van 2013 dat in Turkije zal worden gehouden.

## Kwalificatie

Deelnemende landen

| # | Land        | Gekwalificeerd als          | Beste prestatie                           |
| - | ----------- | --------------------------- | ----------------------------------------- |
| 1 | Estland     | Gastland                    | Debuut                                    |
| 2 | Frankrijk   | Eliteronde: Winnaar groep 1 | Kampioen (2005 en 2010)                   |
| 3 | Engeland    | Eliteronde: Winnaar groep 2 | Tweede (2005 en 2009)                     |
| 4 | Servië      | Eliteronde: Winnaar groep 3 | Halve finale (2005, 2009 en 2011)         |
| 5 | Portugal    | Eliteronde: Winnaar groep 4 | Tweede (2003)                             |
| 6 | Griekenland | Eliteronde: Winnaar groep 5 | Tweede (2007)                             |
| 7 | Kroatië     | Eliteronde: Winnaar groep 6 | Halve finale (2010)                       |
| 8 | Spanje      | Eliteronde: Winnaar groep 7 | Kampioen (2002, 2004, 2006, 2007 en 2011) |

## Stadions
| Tallinn                                 | · Tallinn Haapsalu Rakvere |  |
| A. Le Coq Arena Capaciteit: 9.692       | · Tallinn Haapsalu Rakvere |  |
| Kadriorustadion Capaciteit: 5.000       | · Tallinn Haapsalu Rakvere |  |
| Haapsalu                                | · Tallinn Haapsalu Rakvere |  |
| Haapsalustadion Capaciteit: 869         | · Tallinn Haapsalu Rakvere |  |
| Rakvere                                 | · Tallinn Haapsalu Rakvere |  |
| Rakvere linnastaadion Capaciteit: 2.300 | · Tallinn Haapsalu Rakvere |  |

## Scheidsrechters
| Land          | Naam                |
| ------------- | ------------------- |
| Denemarken    | Kenn Hansen         |
| Italië        | Paolo Valeri        |
| Letland       | Vadims Direktorenko |
| Nederland     | Danny Makkelie      |
| Noord-Ierland | Arnold Hunter       |
| Zwitserland   | Alan Bieri          |

## Beslissingscriteria
Wanneer twee of meer teams gelijk eindigen in punten aan het einde van de groepsronde, zullen de volgende criteria beslissing brengen over de eindstand in de poule:
| Criteriumnummer | Uitleg criterium |
| --------------- | --- |
| 1               | Hoger aantal punten behaald in de poulewedstrijden tegen de teams in kwestie. |
| 2               | Het beste doelsaldo verkregen in de poulwedstrijden tegen de teams in kwestie (alleen mogelijk bij drie of meer teams met gelijke stand). |
| 3               | Hoger aantal doelpunten gescoord in de groepswedstrijden tegen de teams in kwestie (alleen mogelijk bij drie of meer teams met gelijke stand). |
| 4               | Als, nadat bij criteria 1 t/m 3 nog steeds twee ploegen gelijk eindigen, zal criteria 1 t/m 3 nogmaals worden toegepast op die twee teams om de eindstand te bepalen. Geeft criteria 4 geen beslissing dan zullen criteria 5, 6 en 7 worden toegepast. |
| 5               | Resultaat van alle groepswedstrijden. 1: Doelsaldo 2: Hoogst aantal doelpunten gescoord |
| 6               | Fair Play ranking van de teams in kwestie (de hoogst genoteerde ploeg zal hoger eindigen). |
| 7               | Loting door het uitvoerend comité van de UEFA. |

Toegevoegd: Wanneer twee teams die op dezelfde positie eindigen op basis van punten, doelsaldo, aantal gescoorde doelpunten en onderling resultaat (het genoemde komt dus alleen voor bij een gelijkspel tussen de betreffende teams voorkomen) op de laatste speeldag tegen elkaar hebben gespeeld, wordt direct na afloop beslissing gebracht door een strafschoppenserie. Dan zijn dus criteria 5, 6 en 7 niet meer van toepassing.

## Groepsfase
De loting werd gehouden op 6 juni 2012 in Tallinn, Estland.
Legenda

### Groep A
| Pos. | Land        | GW | W | G | V | DV | DT | +/− | Ptn. |
| ---- | ----------- | -- | - | - | - | -- | -- | --- | ---- |
| 1    | Spanje      | 3  | 2 | 1 | 0 | 7  | 4  | +1  | 7    |
| 2    | Griekenland | 3  | 2 | 0 | 1 | 8  | 5  | +3  | 6    |
| 3    | Portugal    | 3  | 1 | 1 | 1 | 8  | 6  | +2  | 4    |
| 4    | Estland     | 3  | 0 | 0 | 3 | 1  | 9  | –8  | 0    |

|                           |                 |     |                         |                                                               |
| 3 juli 2012 17:30 (UTC+3) | Griekenland     | 1–2 | Spanje                  | Haapsalustadion, Haapsalu Scheidsrechter: Vadims Direktorenko |
| 3 juli 2012 17:30 (UTC+3) | Diamantakos 66' |     | 30' Rodríguez 40' Osede | Haapsalustadion, Haapsalu Scheidsrechter: Vadims Direktorenko |

|                           |         |                                        |          |                                                      |
| 3 juli 2012 20:45 (UTC+3) | Estland | 0–3                                    | Portugal | A. Le Coq Arena, Tallinn Scheidsrechter: Kenn Hansen |
| 3 juli 2012 20:45 (UTC+3) |         | 5' (e.d.) Pikk 25' Betinho 72' Martins |          | A. Le Coq Arena, Tallinn Scheidsrechter: Kenn Hansen |

|                           |             |     |                                                  |                                                         |
| 6 juli 2012 17:00 (UTC+3) | Estland     | 1–4 | Griekenland                                      | Kadriorustadion, Tallinn Scheidsrechter: Danny Makkelie |
| 6 juli 2012 17:00 (UTC+3) | Luigend 90' |     | 43' Katidis 55' Fourlanos 85', 90+2' Diamantakos | Kadriorustadion, Tallinn Scheidsrechter: Danny Makkelie |

|                           |                                        |     |                        |                                                       |
| 6 juli 2012 20:00 (UTC+3) | Portugal                               | 3–3 | Spanje                 | A. Le Coq Arena, Tallinn Scheidsrechter: Paolo Valeri |
| 6 juli 2012 20:00 (UTC+3) | Bruma 11' Gomes 39' Mário 90+1' (pen.) |     | 8', 28', 48' Rodríguez | A. Le Coq Arena, Tallinn Scheidsrechter: Paolo Valeri |

|                           |                        |     |         |                                                        |
| 9 juli 2012 17:00 (UTC+3) | Spanje                 | 2–0 | Estland | A. Le Coq Arena, Tallinn Scheidsrechter: Arnold Hunter |
| 9 juli 2012 17:00 (UTC+3) | Suárez 39' Alcácer 87' |     |         | A. Le Coq Arena, Tallinn Scheidsrechter: Arnold Hunter |

|                           |                         |     |                                 |                                                      |
| 9 juli 2012 17:00 (UTC+3) | Portugal                | 2–3 | Griekenland                     | Haapsalustadion, Haapsalu Scheidsrechter: Alan Bieri |
| 9 juli 2012 17:00 (UTC+3) | Gomes 19' Bethino 90+6' |     | 18' Gianniotas 42', 69' Katidis | Haapsalustadion, Haapsalu Scheidsrechter: Alan Bieri |

### Groep B
| Pos. | Land      | GW | W | G | V | DV | DT | +/− | Ptn. |
| ---- | --------- | -- | - | - | - | -- | -- | --- | ---- |
| 1    | Engeland  | 3  | 2 | 1 | 0 | 5  | 3  | +2  | 7    |
| 2    | Frankrijk | 3  | 2 | 0 | 1 | 5  | 2  | +3  | 6    |
| 3    | Kroatië   | 3  | 1 | 1 | 1 | 4  | 2  | +2  | 4    |
| 4    | Servië    | 3  | 0 | 0 | 3 | 1  | 8  | –7  | 0    |

|                           |              |     |             |                                                      |
| 3 juli 2012 17:30 (UTC+3) | Engeland     | 1–1 | Kroatië     | Kadriorustadion, Tallinn Scheidsrechter: Alain Bieri |
| 3 juli 2012 17:30 (UTC+3) | Chalobah 60' |     | 57' Pavičić | Kadriorustadion, Tallinn Scheidsrechter: Alain Bieri |

|                           |        |                                       |           |                                                              |
| 3 juli 2012 18:45 (UTC+3) | Servië | 0–3                                   | Frankrijk | Rakvere linnastaadion, Rakvere Scheidsrechter: Arnold Hunter |
| 3 juli 2012 18:45 (UTC+3) |        | 17' Samnick 26' (pen.) Pogba 32' Vion |           | Rakvere linnastaadion, Rakvere Scheidsrechter: Arnold Hunter |

|                           |               |     |         |                                                               |
| 6 juli 2012 16:30 (UTC+3) | Frankrijk     | 1–0 | Kroatië | Haapsalustadion, Haapsalu Scheidsrechter: Vadims Direktorenko |
| 6 juli 2012 16:30 (UTC+3) | Foulquier 79' |     |         | Haapsalustadion, Haapsalu Scheidsrechter: Vadims Direktorenko |

|                           |              |     |                      |                                                            |
| 6 juli 2012 17:30 (UTC+3) | Servië       | 1–2 | Engeland             | Rakvere linnastaadion, Rakvere Scheidsrechter: Kenn Hansen |
| 6 juli 2012 17:30 (UTC+3) | Ninković 70' |     | 6' Afobe 63' Redmond | Rakvere linnastaadion, Rakvere Scheidsrechter: Kenn Hansen |

|                           |                               |     |        |                                                             |
| 9 juli 2012 20:00 (UTC+3) | Kroatië                       | 3–0 | Servië | Rakvere linnastaadion, Rakvere Scheidsrechter: Paolo Valeri |
| 9 juli 2012 20:00 (UTC+3) | Pavičić 2' Pongračić 49', 57' |     |        | Rakvere linnastaadion, Rakvere Scheidsrechter: Paolo Valeri |

|                           |              |     |                        |                                                         |
| 9 juli 2012 20:00 (UTC+3) | Frankrijk    | 1–2 | Engeland               | Kadriorustadion, Tallinn Scheidsrechter: Danny Makkelie |
| 9 juli 2012 20:00 (UTC+3) | Veretout 31' |     | 16' Lundstram 39' Kane | Kadriorustadion, Tallinn Scheidsrechter: Danny Makkelie |

## Knock-outfase
|  | halve finale      | halve finale      |  |             | finale            | finale            |
|  |                   |                   |  |             |                   |                   |
|  | 12 juli – Tallinn |                   |  |             |                   |                   |
|  | Engeland          | 1                 |  |             |                   |                   |
|  | Griekenland       | 2                 |  |             | 15 juli – Tallinn | 15 juli – Tallinn |
|  |                   |                   |  |             | Spanje            | 1                 |
|  | 12 juli – Tallinn | 12 juli – Tallinn |  | Griekenland | 0                 |                   |
|  | Spanje            | 3 (4)             |  |             |                   |                   |
|  | Frankrijk         | 3 (2)             |  |             |                   |                   |

### Halve finales
|                    |           |            |                                |                                                      |
| 12 juli 2012 16:45 | Engeland  | 1–2 (n.v.) | Griekenland                    | A. Le Coq Arena, Tallinn Scheidsrechter: Kenn Hansen |
| 12 juli 2012 16:45 | Afobe 56' |            | 38' Bougaidis 108' Lykogiannis | A. Le Coq Arena, Tallinn Scheidsrechter: Kenn Hansen |

|                            |                                           |            |                              |                                                        |
| 12 juli 2012 20:00 (UTC+3) | Spanje                                    | 3–3 (n.v.) | Frankrijk                    | A. Le Coq Arena, Tallinn Scheidsrechter: Arnold Hunter |
| 12 juli 2012 20:00 (UTC+3) | Deulofeu 61', 112' Alcácer 78'            |            | 26', 90+1' Umtiti 117' Pogba | A. Le Coq Arena, Tallinn Scheidsrechter: Arnold Hunter |
| 12 juli 2012 20:00 (UTC+3) | Strafschoppen                             |            |                              | A. Le Coq Arena, Tallinn Scheidsrechter: Arnold Hunter |
| 12 juli 2012 20:00 (UTC+3) | Campaña Suárez Rodríguez Alcácer Deulofeu | 4–2        | Pogba Plea Umtiti Kondogbia  | A. Le Coq Arena, Tallinn Scheidsrechter: Arnold Hunter |

### Finale
|                            |               |     |             |                                                         |
| 15 juli 2012 21:30 (UTC+3) | Spanje        | 1–0 | Griekenland | A. Le Coq Arena, Tallinn Scheidsrechter: Danny Makkelie |
| 15 juli 2012 21:30 (UTC+3) | Rodríguez 80' |     |             | A. Le Coq Arena, Tallinn Scheidsrechter: Danny Makkelie |

| Ster · Ster · Ster · Ster · Ster · Ster |
| Vlag van Spanje                         |
| SPANJE 6de titel                        |